# علم القبطيات
علم القبطيات هو علم الدراسات القبطية، ودراسة اللغة القبطية وآدابها.
الدراسات القبطية هي فرع علمي يدرس اللغة والدين والثقافة والتاريخ القبطي للأقباط، وهم مجموعة دينية عرقية أصلها من مصر. في الجامعات، يعتبر علم القبطيات ما يسمى بالمادة الثانوية. يشير العصر القبطي إلى الفترة التي بدأت بتنصير شمال شرق إفريقيا، وخاصة مصر والنوبة، وتمتد حتى الوقت الحاضر.

## أصل العلم
ربما بدأ الاهتمام الأوروبي بعلم القبطيات في وقت مبكر من القرن الخامس عشر الميلادي. تم استخدام المصطلح في عام 1976 عندما عقد المؤتمر الدولي الأول للأقباط في القاهرة تحت عنوان «ندوة حول مستقبل الدراسات القبطية» (11-17 ديسمبر). وأعقب ذلك إنشاء «الرابطة الدولية للدراسات القبطية». من مؤسسي الندوة والجمعية باهور لبيب، مدير المتحف القبطي في القاهرة خلال الفترة 1951-1965. تم إدخال الكلمتين «علم القبطيات» و «عالم القبطيات» إلى اللغة الإنجليزية بواسطة عزيز سوريال عطية. تم استخدام المصطلح للمرة الأولى في 1976 في أول مؤتمر دولي للقبطيات والذي عقد في القاهرة تحت عنوان «مستقبل الدراسات القبطية» (11-17 ديسمبر). أعقب هذا تأسيس «الرابطة الدولية للدراسات القبطية».

## المؤسسات والموضوعات
توجد الآن مؤسسات تقدم دورات منتظمة إلى حد ما في علم القبطيات في 47 دولة حول العالم، بما في ذلك أستراليا وبريطانيا العظمى وكندا وألمانيا وإسرائيل وإسبانيا وسويسرا والولايات المتحدة. تم افتتاح كرسي دوار للدراسات القبطية بالجامعة الأمريكية بالقاهرة عام 2002.
كموضوع جامعي، يتم تدريسه في كليات العلوم الإنسانية والدراسات الثقافية والفلسفة واللاهوت. غالبًا ما يتم تقديم علم القبطيات في موضوع علم المصريات، حيث تمثل اللغة القبطية المستوى اللغوي الأخير للغة المصرية. في مجال الفن والثقافة المادية، هناك تداخل قوي مع علم الآثار المسيحي والدراسات البيزنطية.
يتم تدريس الدراسات القبطية في المعهد العالي للدراسات القبطية بالقاهرة. علاوة على ذلك، يتم تقديم علم القبطيات كجزء أساسي من دورة الدراسات الشرقية أو كدرجة مزدوجة مع علم المصريات في الجامعات التالية:
- جامعة برلين الحرة
- جامعة غوتينغن
- جامعة لودفيغ ماكسيميليان في ميونخ
- جامعة مونستر
- جامعة جنيف
- الجامعة الكاثوليكية الأمريكية

تشمل مجالات البحث في علم القبطيات ما يلي:
- دراسة اللغة القبطية والمخطوطات القبطية
- الآثار المسيحية للكنائس والمستوطنات القبطية والنوبية (حيث يقوم علماء الآثار المسيحيون بأعمال التنقيب عن المباني والمستوطنات القبطية)
- دراسة التأثيرات الثقافية على الثقافة القبطية وتفاعلها مع الثقافات الأخرى
- أسئلة حول الكنائس الشرقية ونصوص الكتاب المقدس (أبوكريفا)
- دراسات عن المانوية والغنوصية، حيث أن أقدم النصوص الأصلية مكتوبة باللغة القبطية[6]

## أقسام العلم
- الفن
- اللغة
- التاريخ
- المعمار
- الأدب
- الموسيقى

## وصلات خارجية
- International Association for Coptic Studies
- موقع الدراسات القبطية والأرثوذكسية